# Рогатая лысуха
Рогатая лысуха (лат. Fulica cornuta) — водоплавающая птица из семейства пастушковых, один из крупнейших видов семейства.

## Внешний вид
Немного мельче гигантской лысухи, длина тела — до 62 см. Оперение, как и у других лысух, чёрное. Вместо обычной для лысух бляшки на лбу имеются три продольных гребня. Центральный из них большой и может приподниматься, образуя своеобразный «рог». Клюв жёлтый, ноги зеленоватые.

## Распространение
Обитает в Южной Америке — на северо-западе Аргентины, на юго-западе Боливии и на северо-востоке Чили.

## Численность
Довольно редкий вид с узким ареалом. Общая численность — не более 20 000 птиц. Меньше всего лысух обитает в чилийской части ареала — 620.

## Размножение
Период размножения — с ноября по январь. Вид моногамный, иногда (в отличие от большинства пастушковых) образует колонии до 80 пар. Гнездо устраивает на мелководье, насыпая огромные кучи камней, которые возвышаются над водой. На этой куче лысуха и устраивает гнездо. «Курганы» из камней надстраиваются ежегодно. Самые большие гнёзда могут весить до 1,5 тонн, диаметр их у основания — 4 м, высота — свыше метра.